# Pambolus pilcomayensis
Pambolus pilcomayensis är en stekelart som beskrevs av Van Achterberg och Braet 2004. Pambolus pilcomayensis ingår i släktet Pambolus och familjen bracksteklar. Inga underarter finns listade i Catalogue of Life.